# Althütte (powiat Rems-Murr)
Althütte – miejscowość i gmina w Niemczech, w kraju związkowym Badenia-Wirtembergia, w rejencji Stuttgart, w regionie Stuttgart, w powiecie Rems-Murr, wchodzi w skład wspólnoty administracyjnej Backnang. Leży ok. 20 km na północny wschód od Waiblingen, w lasach Welzheimskim oraz Szwabsko-Frankońskim, na wysokości od 334 do 571 m n.p.m.
Gmina składa się z 16 dzielnic: Althütte, Schöllhütte, Sechselberg, Lutzenberg, Waldenweiler, Kallenberg, Fautspach, Voggenhof, Nonnenmühle, Gallenhof, Glaitenhof, Hörschhof, Hörschhofer Sägmühle, Rottmannsberger Sägmühle, Schlichenhöfle oraz Schlichenweiler.
1 lipca 1971 do gminy przyłączono gminę Sechselberg, która stała się automatycznie jej dzielnicą.

## Współpraca
Miejscowość partnerska:
- Obertilliach, Austria